# بروتين الريبوسوم L21
بروتين الريبوسوم L21 (بالإنجليزية: Ribosomal Protein L21)‏ (RPL21) هوَ بروتين يُشَفر بواسطة جين RPL21 في الإنسان. الريبوسومات هي العضيات التي تحفز تخليق البروتين، تتكون من وحدة فرعية صغيرة 40S ووحدة فرعية كبيرة 60S. تتكون هذه الوحدات الفرعية معًا من 4 أنواع من رنا RNA وحوالي 80 بروتينًا مميزًا من الناحية الهيكلية. ويعد أحد مكونات الوحدة الكبرى 60S للريبوسوم والذي يلعب دورًا مهمًا في الترجمة في عملية الاصطناع الحيوي للبروتين (التي تشكل جزءا من عملية التعبير الجيني).

## الأهمية السريرية
وجد أن تثبيط هذا الجين باستخدام الحمض النووي الريبوزي المتداخل الصغير يمنع تكاثر الخلايا في سرطان البنكرياس من خلال تثبيط تضاعف الحمض النووي الريبوزي منقوص الأكسجين وتحفيز بقاء الخلية في طور النمو الأول والموت المبرمج للخلايا.

## روابط خارجية
- بروتين الريبوسوم L21 في نظام فهرسة المواضيع الطبية (MeSH) للمكتبة الوطنية الأمريكية للطب.
- نظرة شاملة على جميع المعلومات الهيكلية المتاحة في بنك بيانات البروتينات (PDB) لـقاعدة البيانات يونيبروت (UniProt): P46778 (بروتين الريبوسوم L21) في بنك بيانات البروتين في أوروبا (PDBe-KB).